# Ricardo Alves Pinto Filho
Ricardo Alves Pinto Filho foi um político brasileiro do estado de Minas Gerais. Foi deputado estadual em Minas Gerais no período de 1951/1952..